# Nikołaj Marinczeszki
Nikołaj Marinczeszki (bgr. Николай Маринчешки, ur. 18 września 1957 w Płowdiwie, zm. 9 sierpnia 2023 w Wiedniu) – bułgarski szablista, brązowy medalista mistrzostw świata.
Podczas mistrzostw świata w Sofii w 1986 roku Bułgarzy w składzie: Christo Etropołski, Wasił Etropołski, Georgi Czomakow, Marin Iwanow i Nikołaj Marinczeszki zdobyli brązowy medal w szabli drużynowej. Był to jedyny medal wywalczony przez Marinczeszkiego w zawodach tego cyklu.
Wystartował na igrzyskach olimpijskich w Moskwie w 1980 roku zajmując ósme miejsce w turnieju drużynowym (Bułgarzy odpadli w pierwszej rundzie). Brał również udział w igrzyskach olimpijskich w Seulu w 1988 roku, gdzie indywidualnie został sklasyfikowany na 31. miejscu, a drużynowo ponownie odpadł w pierwszej rundzie.
Po zakończeniu kariery był działaczem sportowym. Pełnił między innymi funkcję prezydenta Bułgarskiej Federacji Szermierki.